# Justify My Love
「Justify My Love」は1995年1月1日に発売された小比類巻かほる27枚目のシングル。

## 概要
タイトル曲がファミリーマートのCMソングとして使用された。

## 収録曲
1. Justify My Love (Single Version)
作詞:小比類巻かほる/作曲:上野圭市
2. Justify My Love (Original Karaoke)

## 品番
- TKDA-70568